# Baljuwhuis (Aire-sur-la-Lys)

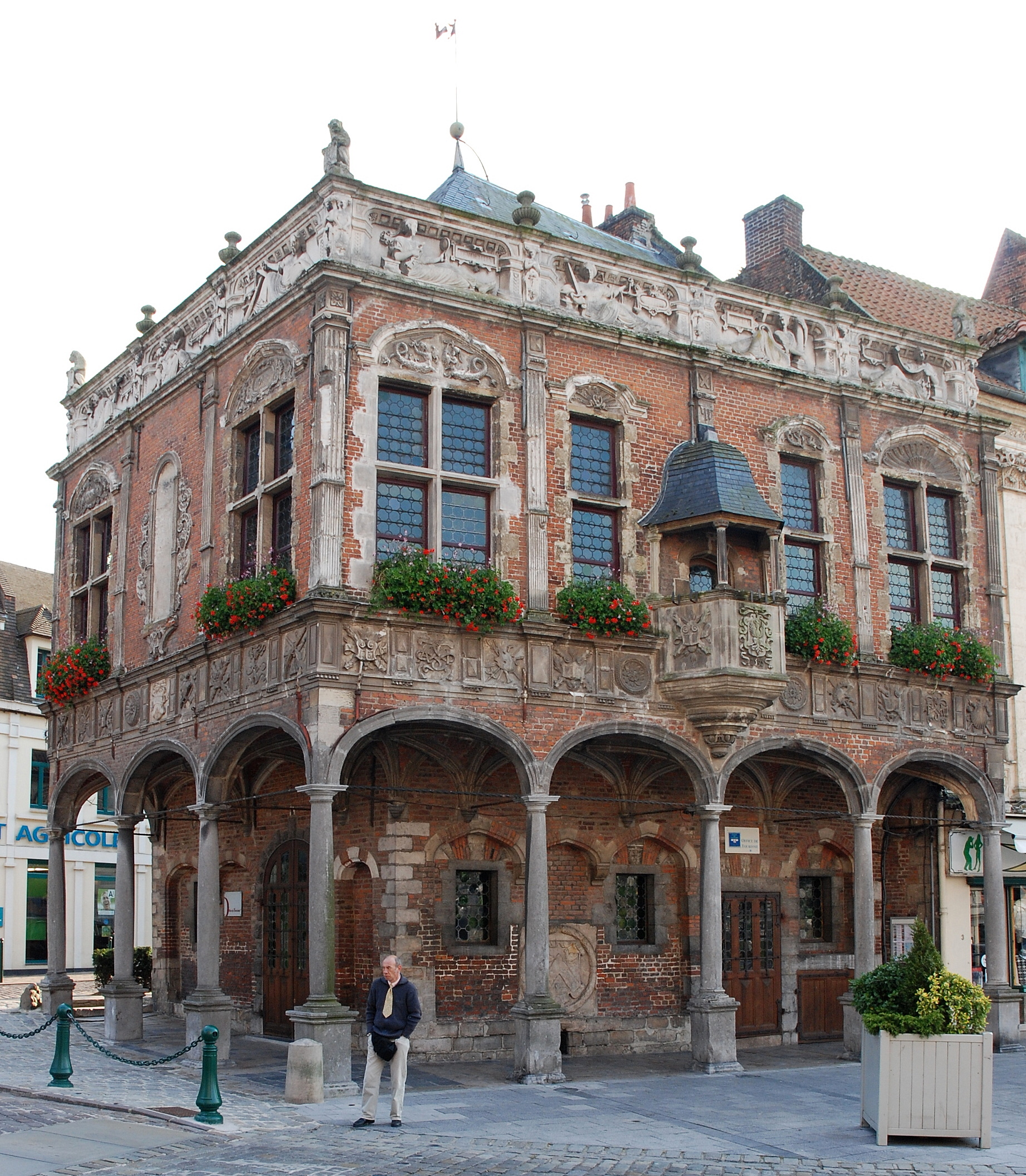
Het Baljuwhuis

Het Baljuwhuis (Frans: bailliage) is een civiel bouwwerk in de tot het departement Pas-de-Calais behorende stad Aire-sur-la-Lys, gelegen op de hoek van het Grand'Place, de Rue d'Arras en de Rue du Bourg.

## Geschiedenis
Het gebouw werd in 1600 al in gebruik genomen als onderkomen voor de stadsmilitie. De architect, Pierre Framery, was geïnspireerd door het Oude Stadhuis van Amsterdam, gebouwd in renaissancestijl. In de 17e en 18e eeuw werd hier ook meermalen recht gesproken door de baljuw, vandaar de naam van het gebouw. In de 19e en 20e eeuw vervulde het gebouw ook taken als provisorisch stadhuis en politiebureau. In 1970 werd hier het Office de tourisme gehuisvest. In de Grote Zaal worden tijdelijke tentoonstelling gehouden.
Al in 1886 werd het gebouw geklasseerd als monument historique.

## Gebouw
Het gebouw heeft een onregelmatige vierhoek als plattegrond met een oppervlakte van 125 m2. Het heeft vier bouwlagen: de kelder, de begane grondverdieping, de Grote Zaal en de zolder. De grote zaal meet 10 bij 11 meter en kan via een houten trap worden bereikt, welke nog in de oorspronkelijke staat verkeert.
De gevels zijn rijk versierd met ornamenten, terwijl aan het Grand'Place en de Rue du Bourg arcades aanwezig zijn. Aan de gevel zijn versieringen aangebracht die refereren aan het Gulden vlies, en voorts allegorische figuren die zeven deugden symboliseren, alsmede de vier elementen.